# Ла-Пуебла-де-Кастро
Ла-Пуебла-де-Кастро (ісп. La Puebla de Castro) — муніципалітет в Іспанії, у складі автономної спільноти Арагон, у провінції Уеска. Населення — 428 осіб (2009).
Муніципалітет розташований на відстані близько 380 км на північний схід від Мадрида, 55 км на схід від Уески.
На території муніципалітету розташовані такі населені пункти: (дані про населення за 2009 рік)
- Ла-Пуебла-де-Кастро: 320 осіб
- Лаго-де-Барасона: 113 осіб

## Демографія
Динаміка населення (INE ):